# Lysimachiae

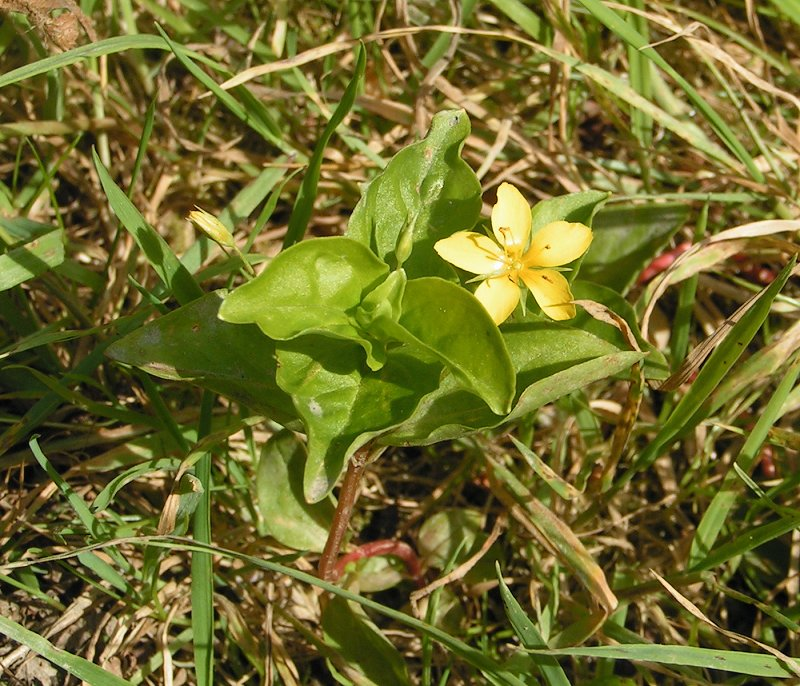
Lysimachia

Lysimachiae, na classificação taxonômica de Jussieu (1789), é uma ordem botânica da classe Dicotyledones, Monoclinae (flores hermafroditas ), Monopetalae ( uma pétala), com  corola hipogínica (quando a corola se insere abaixo do nível do ovário).
Apresenta os seguintes gêneros:
- Centunculus, Anagallis, Lysimachia, Hottonia, Coris, Sheffieldia, Limosella, Trientalis, Aretia, Androsace, Primula, Cortusa, Soldanella, Dodecatheon, Cyclamen, Globularia, Conobea, Tozzia, Samolus, Utricularia, Pinguicula, Menyanthes.